# Anton Berger (Politiker)
Anton Berger (* 17. Mai 1928 in Baumgarten, Burgenland; † 17. August 1986 in Oberpullendorf, Burgenland) war ein österreichischer Politiker (SPÖ).

## Leben
Nach dem Besuch der Volksschule in Baumgarten und der Hauptschule in Wiener Neustadt ging Anton Berger in die Lehre und wurde in Frauenkirchen und Eisenstadt zum Kaufmann ausgebildet. 1952 machte er sich selbstständig und eröffnete 1957 ein Kaufhaus in Deutschkreutz.
Nur ein Jahr später, 1958, ging Berger auch in die Politik, als er für die SPÖ in den Gemeinderat von Deutschkreutz gewählt wurde. Nach sieben Jahren folgte 1965 die Wahl zum Vizebürgermeister und 1972 die Ernennung zum Bürgermeister seiner Heimatgemeinde. Als Bürgermeister investierte Berger viel in die Infrastruktur von Deutschkreutz; so wurde unter seiner Führung der Bau eines Zentralamtgebäudes mit Post, Gendarmerie und Trafik durchgeführt. Auch schuf er Städtepartnerschaften mit Harka in Ungarn und Wetter in Deutschland. 1985 trat er von seinem Amt als Bürgermeister zurück.
Im Januar 1974 wurde Berger in Wien als Mitglied des Bundesrats vereidigt, dem er danach, abgesehen von einer fünftägigen Unterbrechung, im Dezember 1974, elf Jahre lang, bis zu seinem Tod angehören sollte. In der zweiten Jahreshälfte 1982 fungierte Berger auch als Präsident des Bundesrates.
Anton Berger wurde nur 58 Jahre alt. Er starb völlig überraschend im August 1986.